# Ceratothoa angulata
Ceratothoa angulata là một loài chân đều trong họ Cymothoidae. Loài này được Richardson miêu tả khoa học năm 1910.